# Mezarkabul
Mezarkabul (tur. Pentagram) – turecki zespół heavy/powermetalowy. W wydawnictwach tureckich zespół używa nazwy Pentagram, jednak istnieje amerykański zespół doom metalowy Pentagram, poza Turcją zespół używa więc nazwy Mezarkabul ("akceptacja grobu"). Pentagram jest często uważany za pionierów heavy metalu w Turcji, znany jest z włączania do kompozycji tureckiej muzyki ludowej.

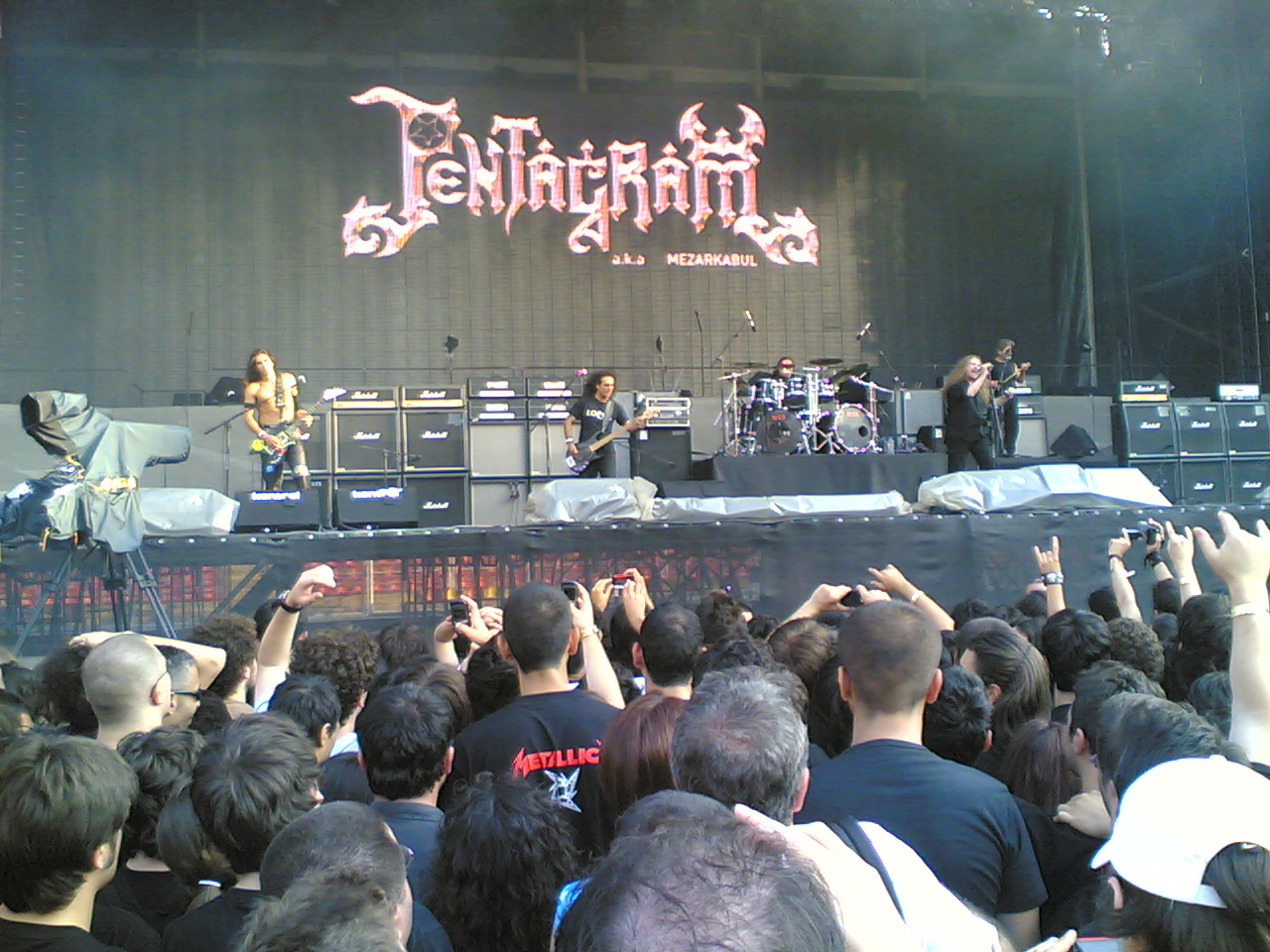
Pentagram, 2008, İstanbul

## Historia
Mezarkabul został założony w Stambule w 1986 r. przez gitarzystę Hakana Utangaça i perkusistę Cenka Ünnü. W 1987 r. dołączył basista Tarkan Gözübüyük i zespół zaczął koncertować, a w 1990 r. wydał pierwszą płytę, Pentagram. W 1992 Dołączył drugi gitarzysta, Demir Demirkan oraz wokalista, Bartu Toptas (Hakana Utangaç skoncentrował się na obowiązkach gitarzysty). Po kilku koncertach Bartu Toptas zdecydował się na powrót do Szwecji i opuścił zespół w marcu 1992, podczas nagrywania albumu Trail Blazer – głos na początku Secret missile należy właśnie do niego. Nowym wokalistą został Ogün Sanlısoy. W tym samym roku zespół wydał album Trail Blazer, dzięki któremu zyskał wielu fanów nie tylko w Turcji ale i na całym świecie. W 1993 gitarzysta Ümit Yılbar poległ w walkach z terrorystami podczas służby w tureckiej armii. Jego pamięci poświęcony jest utwórFly Forever, z tym wydarzeniem powiązane są też utwory 1,000 in the Eastland i Anatolia z albumu Anatolia.
W ciągu następnych 3 lat zespół koncertował w Turcji i na świecie. W 1995 nowy wokalista Murat Ilkan zastąpił Ogüna Sanlısoy. W nowym składzie zespół wydał w 1997 płytę Anatolia, z tekstami dotyczącymi wojny, bólu i ignorancji. W 1998 zespół wydał koncertowy Popçular Dışarı, odszedł gitarzysta Demir Demirkan, zastąpiony został chwilowo przez Onura "Mr. Cat" Pamukçu. W 2000 zespół zaczął nagrywać kolejny album, już w czasie trwania nagrań dołączył nowy gitarzysta Metin Türkcan. Materiał podzielono na dwie płyty: Unspoken (2001), oraz Bir (2002). W 2008 zespół wydał koncertową płytę DVD 1987, zawierającą jubileuszowy koncert w Bostancı Gösteri Merkezi z 4 lutego 2007. W 2012 zespół wydał album MMXII.

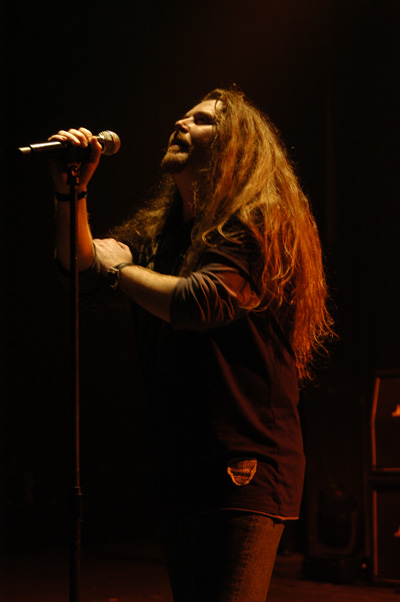
Murat Ilkan

## Skład

### Obecni członkowie
- Murat İlkan – wokal (od 1995)
- Hakan Utangaç – gitara (od 2000)
- Tarkan Gözübüyük – gitara basowa (od 1987)
- Cenk Ünnü – perkusja (od 1986)

### Byli członkowie
- Ümit Yılbar – gitara (1986-1989)
- Murat Net – gitara (1989-1990)
- Bartu Toptas – wokal (1990-1992)
- Ogün Sanlısoy – wokal (1992-1995)
- Demir Demirkan – gitara (1992-1998)
- Onur "Mr. Cat" Pamukçu – gitara (1998-2000)

## Dyskografia

### Albumy
- Pentagram 1990
- Trail Blazer 1992
- Anatolia 1997
- Unspoken 2001
- Bir 2002
- MMXII 2012

### Albumy koncertowe
- Popçular Dışarı 1998
- 1987 (album Pentagram) 2008

### Demo
- Live at the Trail 1991

### DVD
- 1987 (album Mezarkabul) DVD, 2008